# 核结合能

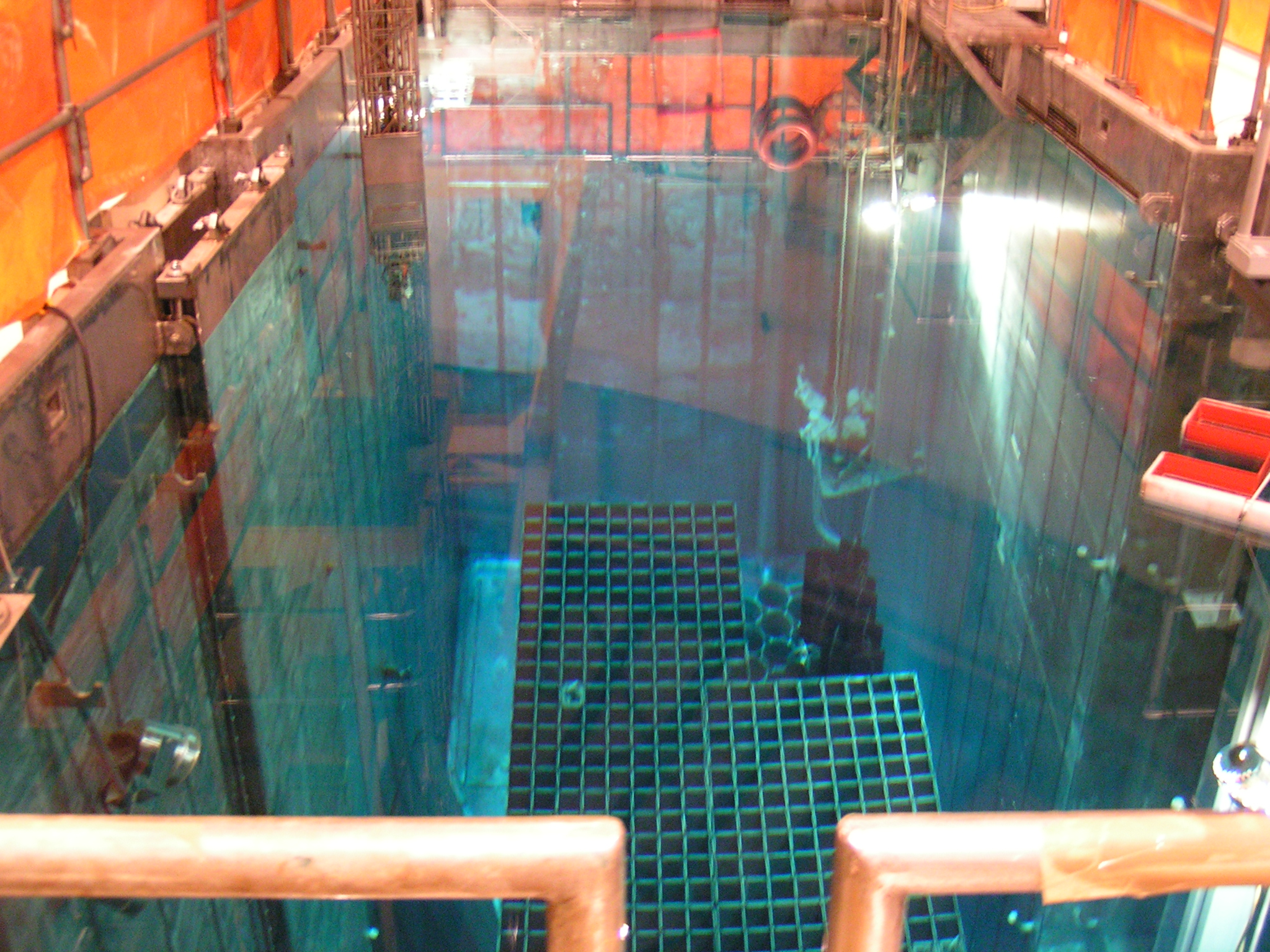
核裂變發電機組

核结合能（英語：Nuclear binding energy），又稱為原子能或核能，是由组成原子核的核子之间发生的反应释放出的能量。同等质量下，原子能比化学反应中释放的热能要大数百万倍，例如原子量为235的铀元素，通过核裂变释放的能量约为200,000,000电子伏特，而原子量为12的碳元素，通过燃烧这种化学反应释放的能量仅为4.1电子伏特。
1905年，物理学家阿尔伯特·爱因斯坦提出狭义相对论，之后作为推论，又提出质能方程E=mc²，其中E=能量，m=质量，c=光速常量。自此核能得到科学的解释和开发利用。

## 实验测量
原子核由中子和质子构成。每个中子和质子都有自己的质量。但由于强相互作用与库伦相互作用的存在，一个原子核的质量不完全等于每个中子和质子的质量和。
比如氦原子核的质量M({\displaystyle He_{2}^{4}}) = 4.002603原子质量单位（u），质子（即氢原子核）的质量M({\displaystyle H_{1}^{1}}) = 1.007825 u，中子的质量M(n) = 1.008665 u。氦核（{\displaystyle He_{2}^{4}}）的质量与组成它的两个质子与两个中子的质量和不同：
2×M({\displaystyle H_{1}^{1}}) + 2×M(n) = 2×1.007825 u + 2×1.008665 u = 4.032980 u;
M({\displaystyle He_{2}^{4}}) = 4.002603u.
其差值为：
△M = 4.032980 u - 4.002603 u = 0.030377 u.
当两个质子和两个中子组成一个氦核时，要损失△M = 0.030377 u的质量。通过爱因斯坦的质能方程，可以算出由两个质子和两个中子形成一个氦核所释放的能量：ΔE＝ΔM × {\displaystyle {c^{2}}} = 28.30兆电子伏特（MeV）。

## 原理
核结合能主要由强相互作用引起。其中包括体积能、表面能、库伦排斥能、对称能和对能等组成。

### 液滴模型
由于原子核的结构与水滴的结构十分相近，可将原子核近似看做密度十分巨大的液滴来处理，这就是原子核的液滴模型。

## 结合能与比结合能
很显然，组成原子的核子越多，它的结合能就越高。因此，我们不妨将原子核的结合能与核子数之比定义为一个新的物理量——比结合能（又称平均结合能）。比结合能越大，原子核中的核子结合得越牢固，原子核越稳定。精密的物理检测表明对于质量数偏低的原子，核子比结合能随着质量数的增大而增大，而在镁和铁之间达到最大，之后便随着质量数的增大而减小。因此可以得出，当重原子裂变成两个或多个原子时，生成原子的结合能总和会大于原来重原子所具有的结合能，此间的差值便会以热能的形式释放出来，这便是核裂变反应。反之，当几个轻原子结合，合成原子的结合能大于原本所有原子结合能之和，这便是核聚变反应放出能量的来源。

## 应用
核能因为其巨大的能量具有强大的应用潜力但同时如果应用不当，落入反和平人士手中，其高强度能量却有可能变成全人类的灾难。核能一直备受抵制却不可替代。
核能的应用主要集中在以下幾種形式：
- 核电站
- 醫療（放射性治療）
- 小型核能动力装置
- 核武器

## 文献
1. ↑  [永久]
2. 1 2  《粒子物理与核物理讲座》 曾谨言